# Ізабелла Лафленд
Ізабелла Індія Джейн Лафленд (нар. 1991) — британська актриса. Свою кар'єру вона почала у фільмах про Гаррі Поттера «Гаррі Поттер і Напівкровний Принц» (2009) і «Гаррі Поттер і Смертельні реліквії: Частина 1» (2010) і "Гаррі Поттер і Смертельні реліквії: Частина 2" (2011). Потім вона знялася у фільмах «Міський гімн» (2015) і «Пухкі кумедні» (2016). Інші її фільми включають «Саме час» (2012), «Правила бійні» (2018), «Кінозірки не вмирають у Ліверпулі» (2017) і «Успіхів тобі, Лео Гранд» (2022).
На телебаченні вона відома своїми ролями в епізоді «Чорне дзеркало» «П'ятнадцять мільйонів нагород» (2011), комедійній драмі BBC Two «Тригонометрія» (2020) і мінісеріалі Channel 5 «Анна Болейн» (2021). Вона також виконувала повторювані ролі в драмі Channel 4 "Химерика" (2019), ситкомі BBC One "Привиди" (2019) і драмі "Чотири життя" (2022), а також озвучувала роль у "Темний кристал: Доба спротиву" (2019) на Netflix.
Лафленд регулярно виступає на сцені, знявшись у постановках Національного театру "Гренландія" (2011) і «Останній із Хауссманів» (2012).

## Життєпис

### Молодість і освіта
Лафленд народилась в 1991 році в Західному Лондоні в родині валлійського телевізійного режисера Ніка Лафленда (1951–2020) і кастинг-директора Надіри Сікумар, яка має індо-гаянське походження. Батько Сікумара прибув до Англії з Гаяни в 1962 році як частина покоління Віндрашів. Лафленд виросла у Твікенгемі, на південному заході Лондона зі своїм старшим братом Олівером, який зараз працює репортером The Guardian.
У підлітковому віці Лафленд брав участь у драматичному гуртку, який щосуботи влаштовував Young Blood Theatre Company на Riverside Studios, Hammersmith. Однак її мати наполягла на тому, щоб вона склала GCSE перед тим, як почати акторську діяльність. Лафленд далі розвивала свої акторські здібності в Національному молодіжному театрі. 

### Кар'єра
Лафленд дебютувала на телебаченні в епізоді ситкому "Переростки" у 2008 році. Їй було 16 років, коли вона була обрана на роль Ліан у фільмі «Гаррі Поттер і Напівкровний Принц», що стало її дебютом у повнометражному фільмі у 2009 році. Вона повторила свою роль у двох останніх фільмах про Гаррі Поттера «Гаррі Поттер і Смертельні реліквії: Частина 1» (2010) і «Гаррі Поттер і Смертельні реліквії: Частина 2» (2011).
Також у 2010 році Лафленд дебютувала на професійній сцені у постановці Жага до подорожей» у Театрі Королівський двір, за який вона була номінована як «Найкращий новачок» на Evening Standard Theatre Awards. Потім вона з'явилася в епізоді «Чорного дзеркала» «П'ятнадцять мільйонів нагород» на Channel 4 і фільмі "Саме час", а також зіграла головну роль у постановках  "Гренландія" та «Останній із Хауссманів» в Королівському національному театрі.
Лафленд знялась у фільмах 2015 і 2016 років «Міський гімн» і «Пухкі смішні». За її роль у першому фільмі Лафленд потрапила до довгого списку Премії британського незалежного кіно як найперспективніший новачок.  Вона очолювала «Гордість і упередження» разом із Джеймсом Норткотом у «Театрі Крусібл». У 2017 році вона зіграла Ванессу у фільмі «Кінозірки не вмирають у Ліверпулі», в акторському складі якого були Аннет Бенінг, Джулі Волтерс, Стівен Ґрем і Ванесса Редґрейв.
У 2021 році Лафленд знялася в трилері Channel 5 "Анна Болейн" у ролі «Ліззі» (Елізабет Браун, графиня Вустерська), фрейліни Анни Болейн.
У 2022 році вона зіграла роль Чайни в чотирисерійній кримінальній драмі BBC One «Чотири життя» разом зі Стівеном Мерчантом і Шеріданом Смітом.

### Особисте життя
Лафленд сказала, що не любить дивитися на себе на екрані, але робить це, щоб проаналізувати свою роботу, і вважає свою акторську кар'єру марафоном, а не спринтом.

## Фільмографія

### Фільми
| Рік  | Назва українською мовою                                    | Оригінальна назва                                | Роль        | Коментарі                 |
| ---- | ---------------------------------------------------------- | ------------------------------------------------ | ----------- | ------------------------- |
| 2009 | Гаррі Поттер і Напівкровний Принц                          | Harry Potter and the Half-Blood Prince           | Ліан        |                           |
| 2010 | Гаррі Поттер і Смертельні реліквії: Частина 1              | Harry Potter and the Deathly Hallows: Part 1     | Ліан        |                           |
| 2011 | Гаррі Поттер і Смертельні реліквії: Частина 2              | Harry Potter and the Deathly Hallows: Part 2     | Ліан        |                           |
| 2012 | Національний театр у прямому ефірі: Останній із Хауссманів | National Theatre Live: The Last of the Haussmans | Саммер      | Театр в прямої трансляції |
| 2012 | Саме час                                                   | Now Is Good                                      | Бет         |                           |
| 2015 | Міський гімн                                               | Urban Hymn                                       | Ліан Діксон |                           |
| 2016 | Сара Чонг збирається вбити себе                            | Sarah Chong Is Going to Kill Herself             | Інтерн      | короткометражний фільм    |
| 2016 | Пухкі кумедні                                              | Chubby Funny                                     | Софі        |                           |
| 2017 | Пляма                                                      | Smear                                            | Анна        | короткометражний фільм    |
| 2017 | Кінозірки не вмирають у Ліверпулі                          | Film Stars Don't Die in Liverpool                | Ванесса     | не вказано в титрах       |
| 2018 | Несподіваний предмет                                       | Unexpected Item                                  | Нікі        | короткометражний фільм    |
| 2018 | Правила бійні                                              | Slaughterhouse Rulez                             | Кей         |                           |
| 2018 | Меркурій                                                   | Mercury                                          | Ал          | короткометражний фільм    |
| 2021 | Перезавантаж сцену                                         | Reset the Stage                                  | Бі          | Короткий (монолог)        |
| 2022 | Успіхів тобі, Лео Гранд                                    | Good Luck to You, Leo Grande                     | Бекі        |                           |

### Телебачення
| Рік  | Назва українською мовою       | Оригінальна назва                   | Роль                      | Коментарі                                        |
| ---- | ----------------------------- | ----------------------------------- | ------------------------- | ------------------------------------------------ |
| 2009 | Переростки                    | The Inbetweeners                    | Луїза Грем                | Сезон 2, серія 3 "День Народження Вілла"         |
| 2009 | Десятихвилинні історії        | 10 Minute Tales                     | Дівчина з рецепції готелю | Сезон 1, серія 9 "Синхронізація"                 |
| 2009 | Так виглядають Мітчелл і Вебб | That Mitchell and Webb Look         | Різне                     | Сезон 3, серія 5                                 |
| 2011 | Без тебе                      | Without You                         | Бетт                      | Сезон 1, серія 2                                 |
| 2011 | Чорне дзеркало                | Black Mirror                        | Свіфт                     | Сезон 1, серія 2 "П'ятнадцять мільйонів нагород" |
| 2012 | Порожня корона                | The Hollow Crown                    | Служниця королеви         | Сезон 1, серія 1 "Річард II"                     |
| 2013 | Підйом                        | Coming Up                           | Тереза                    | Сезон 11, серія 1 "Генрі"                        |
| 2014 | Комедійні стрічки             | Comedy Feeds                        | Тейлор                    | Сезон 3, серія 6 "На глибині"                    |
| 2015 | Льюїс                         | Lewis                               | Джина Доран               | Сезон 9, серія 3-4                               |
| 2017 | Валентин Ліама Вільямса       | Liam Williams' Valentine            | Клер                      |                                                  |
| 2018 | Заспокоєння                   | Settling                            | Анна                      | Сезон 1, серія 1-6                               |
| 2019 | Химерика                      | Chimerica                           | Алекс Сгуерра             | Сезон 1, серія 1, 3-4                            |
| 2019 | Злочинець: Велика Британія    | Criminal: UK                        | Макрей                    | Сезон 1, серія 3                                 |
| 2019 | Темний кристал: Доба спротиву | The Dark Crystal: Age of Resistance | голос                     | Сезон 1, серія 1-10                              |
| 2020 | Привиди                       | Ghosts                              | Клер                      | Сезон 2, серія 3, 6                              |
| 2020 | Тригонометрія                 | Trigonometry                        | Мойра, Мой (в 6-й серії)  | Сезон 1, серія 1-3, 5-8                          |
| 2021 | Анна Болейн                   | Anne Boleyn                         | Елізабет Браун            | Сезон 1, серія 1-3                               |
| 2022 | Чотири життя                  | Four Lives                          | Чайна                     | Сезон 1, серія 1-3                               |
| 2023 | Фундація                      | Foundation                          | Константа                 | Сезон 2, серія 2-4, 6-10                         |

### Театр
| Рік  | Назва українською мовою        | Оригінальна назва         | Роль               | Режисер          | Місце проведення                 | Посилання |
| ---- | ------------------------------ | ------------------------- | ------------------ | ---------------- | -------------------------------- | --------- |
| 2010 | Жага до подорожей              | Wanderlust                | Мішель             | Сімон Годвін     | Театр Королівський двір          | [ 9 ]     |
| 2011 | Гренландія                     | Greenland                 | Ліса               | Біджан Шейбані   | Королівський національний театр  | [ 10 ]    |
| 2012 | Останній із Хауссманів         | The Last of the Haussmans | Саммер             | Говард Дейвіс    | Королівський національний театр  | [ 11 ]    |
| 2013 | Важкі почуття                  | Hard Feelings             | Вів                | Джеймс Гіллер    | Театр Фінборо                    | [ 12 ]    |
| 2013 | Така сама глибока вода, як і я | The Same Deep Water As Me | Ізабелла Рейнольдс | Джон Кроулі      | Донмар Верхаус                   | [ 13 ]    |
| 2013 | Король Лір                     | King Lear                 | Корделія           | Ангус Джексон    | Чичестерський фестивальний театр | [ 14 ]    |
| 2015 | Гордість і упередження         | Pride and Prejudice       | Елізабет Беннет    | Тамара Гарві     | Театр Крусібл                    | [ 15 ]    |
| 2015 | Подальша освіта                | A Further Education       | Лідія              | Кейтлін Маклеод  | Театр Гемпстед                   | [ 16 ]    |
| 2016 | БУ21                           | BU21                      | Іззі               | Ден Пік          | Трафальгарський театр            | [ 17 ]    |
| 2018 | Півень                         | Cock                      | В                  | Кейт Гьюітт      | Театр Мінерва, Чичестер          | [ 18 ]    |
| 2019 | Хто-небудь                     | Either                    | Ансамбль           | Гай Джонс        | Театр Гемпстед                   | [ 19 ]    |
| 2020 | Кохання, кохання, кохання      | Love, Love, Love          | Роуз               | Рейчел О'Ріордан | Ліричний театр (Гаммерсміт)      | [ 20 ]    |

## Нагороди та номінації
| Рік  | Нагорода                                              | Категорія                      | Робота       | Результат |
| ---- | ----------------------------------------------------- | ------------------------------ | ------------ | --------- |
| 2010 | Evening Standard Theatre Awards                       | Найкращий новачок              | Wanderlust   | Номінація |
| 2016 | Премія британського незалежного кіно                  | Найбільш багатообіцяючий дебют | Міський гімн | Номінація |
| 2018 | Європейський фестиваль короткометражних фільмів Ніцци | Премія за жіночу роль          | Меркурій     | Перемога  |